# 3767 DiMaggio
3767 DiMaggio (1986 LC) là một tiểu hành tinh vành đai chính được phát hiện ngày 3 tháng 6 năm 1986 bởi Helin, E. F. ở Palomar.